# Inca Kola

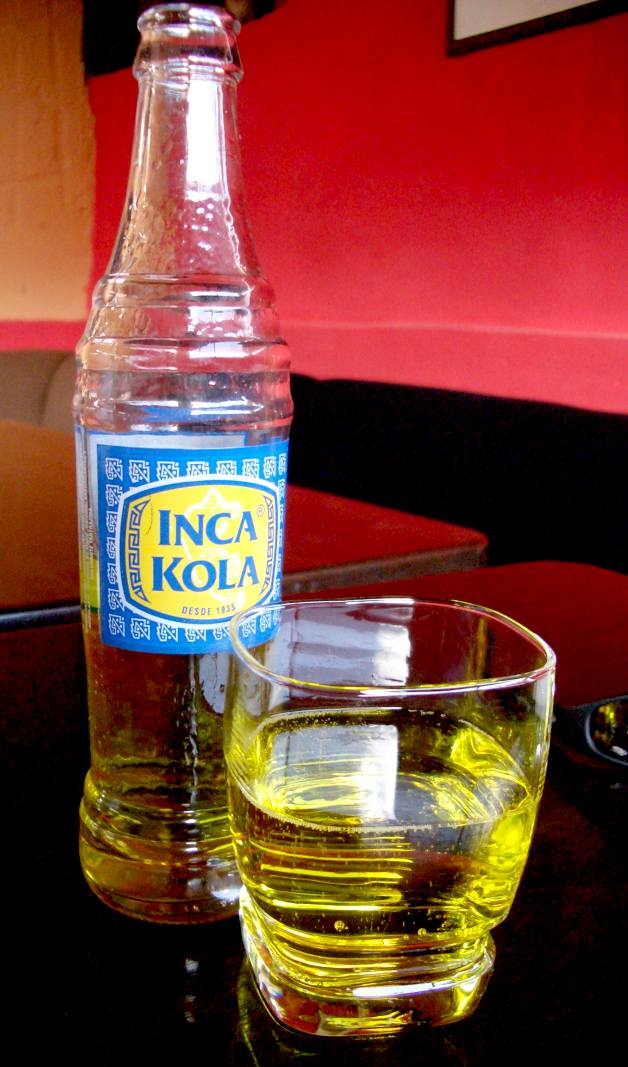
Inca Kola

Inca Kola är en mycket populär läskedryck som tillverkas i Peru. Drycken är mycket vanlig i delar av Sydamerika och trots att den inte funnit sin marknad i övriga världen så kan drycken återfinnas i specialbutiker över hela världen med latinamerikanskt urval. Inca Kola är gul-guldfärgat och säljs i glas- och plastflaskor av olika storlekar och en burk med samma färg och ett inkamotiv.